# اتو شنک
اتو شنک (انگلیسی: Otto Schenk؛ زادهٔ ۱ ژانویهٔ ۲۰۰۰) دوچرخه‌سوار اهل آلمان است.